# Horná Lehota (Dolný Kubín)
Horná Lehota (slowakisch bis 1927 Lehôtka; ungarisch Felsőlehota) ist eine Gemeinde in der Nord-Mitte der Slowakei mit 598 Einwohnern (Stand 31. Dezember 2024), die im Okres Dolný Kubín innerhalb des Žilinský kraj und zugleich in der traditionellen Landschaft Orava liegt.

## Geographie
Die Gemeinde befindet sich am rechten Ufer der Orava, eingeschlossen zwischen dem Gebirge Oravská Magura nördlich und einem Rücken des Berglands Oravská vrchovina südlich des Ortes. Das Ortszentrum liegt auf einer Höhe von 534 m n.m. und ist 14 Kilometer von Dolný Kubín entfernt.
Nachbargemeinden sind Babín im Norden, Sedliacka Dubová im Osten, Chlebnice im Südosten, Pribiš im Süden und Oravský Podzámok im Westen.

## Geschichte

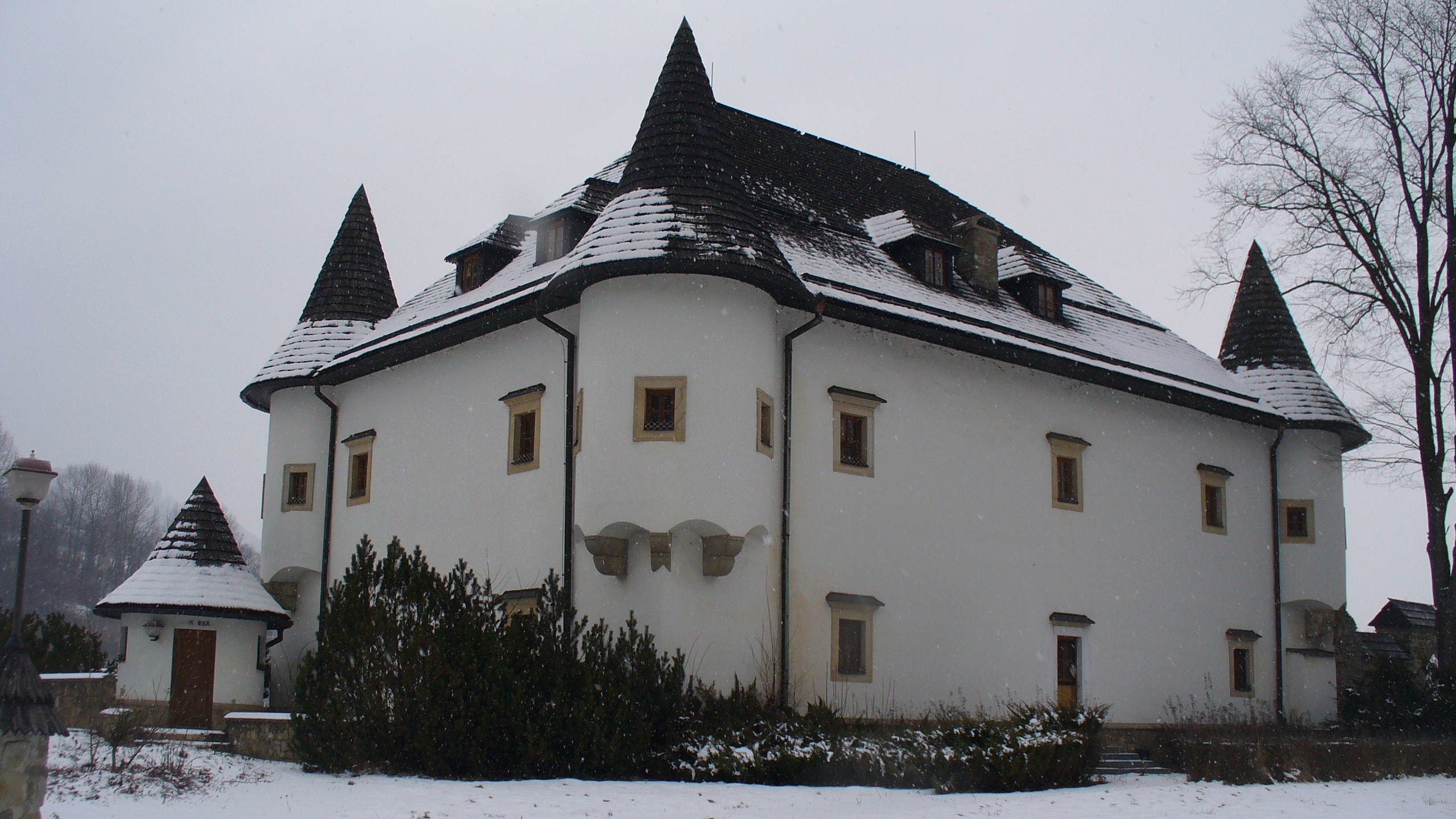
Landschloss in Horná Lehota

Horná Lehota wurde zum ersten Mal 1420 als Lehotha schriftlich erwähnt und gehörte zur Zeit der Gründung zum Herrschaftsgebiet der nahen Arwaburg. 1587 kam der Ort zum Besitz des Edelmannes János Abaffy für Verdienste gegenüber dem mächtigen Geschlecht Thurzo; die Abaffys ließen sich gegen Ende des 16. Jahrhunderts ein Landschloss errichten. Zur gleichen Zeit standen in Horná Lehota sieben Häuser. Im 18. Jahrhundert kam es zu einer Bevölkerungszunahme. 1828 zählte man 81 Häuser und 634 Einwohner, die als Landwirte und Töpfer beschäftigt waren. Die erste Schule wurde im Jahr 1843 errichtet. Im 18. sowie im 19. Jahrhundert wurde Horná Lehota von mehreren Feuersbrünsten und Hochwasser heimgesucht, in den 1870er und 1880er Jahren kam es zudem zu mehreren Bevölkerungsrückgängen, zuerst wegen einer Pestepidemie und dann wegen Auswanderungswellen, insbesondere in die Vereinigten Staaten.
Bis 1918 gehörte der im Komitat Arwa liegende Ort zum Königreich Ungarn und kam danach zur Tschechoslowakei beziehungsweise heute Slowakei. In der ersten tschechoslowakischen Republik waren Stickerei, Töpferei und Weberei verbreitet.

## Bevölkerung
| Jahr                | 1994 | 2004    | 2014    | 2024    |
| ------------------- | ---- | ------- | ------- | ------- |
| Anzahl der Personen | 526  | 515     | 561     | 598     |
| Unterschied         |      | −2,09 % | +8,93 % | +6,59 % |

| Jahr                | 2023 | 2024    |
| ------------------- | ---- | ------- |
| Anzahl der Personen | 573  | 598     |
| Unterschied         |      | +4,36 % |

Gemäß der Volkszählung 2011 wohnten in Horná Lehota 552 Einwohner, davon 547 Slowaken, zwei Polen und ein Ukrainer. Zwei Einwohner machte keine Angabe zur Ethnie.
535 Einwohner bekannten sich zur römisch-katholischen Kirche, vier Einwohner zur Evangelischen Kirche A. B. und ein Einwohner zur orthodoxen Kirche. Neun Einwohner waren konfessionslos und bei drei Einwohnern wurde die Konfession nicht ermittelt.

## Bauwerke
- römisch-katholische (ursprünglich evangelische) Kirche Hl. Dreifaltigkeit im Renaissance-Stil aus dem Anfang des 17. Jahrhunderts, im Jahr 1688 saniert und barockisiert
- Ruinen eines Landschlosses im Renaissance-Stil aus dem Ende des 16. Jahrhunderts
- Landschloss im Barockstil aus dem 18. Jahrhundert, später teilweise klassizistisch gestaltet

## Verkehr
Durch Horná Lehota passiert die Straße 1. Ordnung 59 zwischen Dolný Kubín und Tvrdošín, für den Durchgangsverkehr steht ein fertiggestelltes Teilstück der Schnellstraße R3 zur Verfügung.
Der Ort besitzt eine Haltestelle an der Kraľovany–Trstená am linken Ufer der Orava, die durch eine Fußgängerbrücke mit dem Ort verbunden ist.